# Anna Maria Lenngren

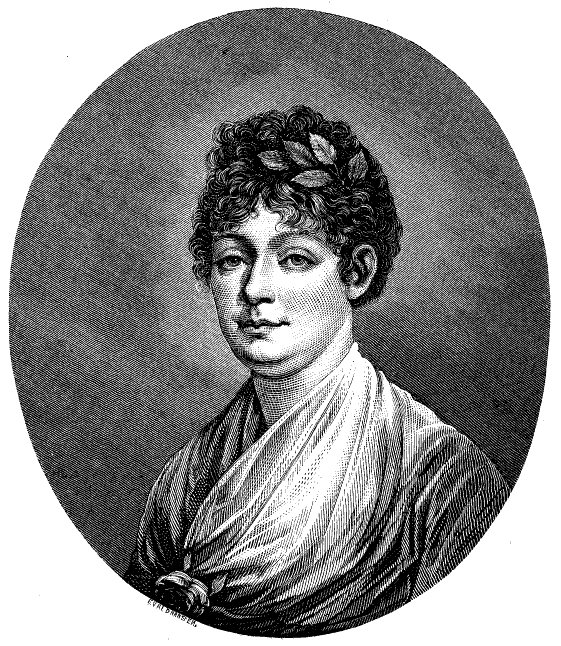
Anna Maria Lenngren (Evald Hansen, 1865)

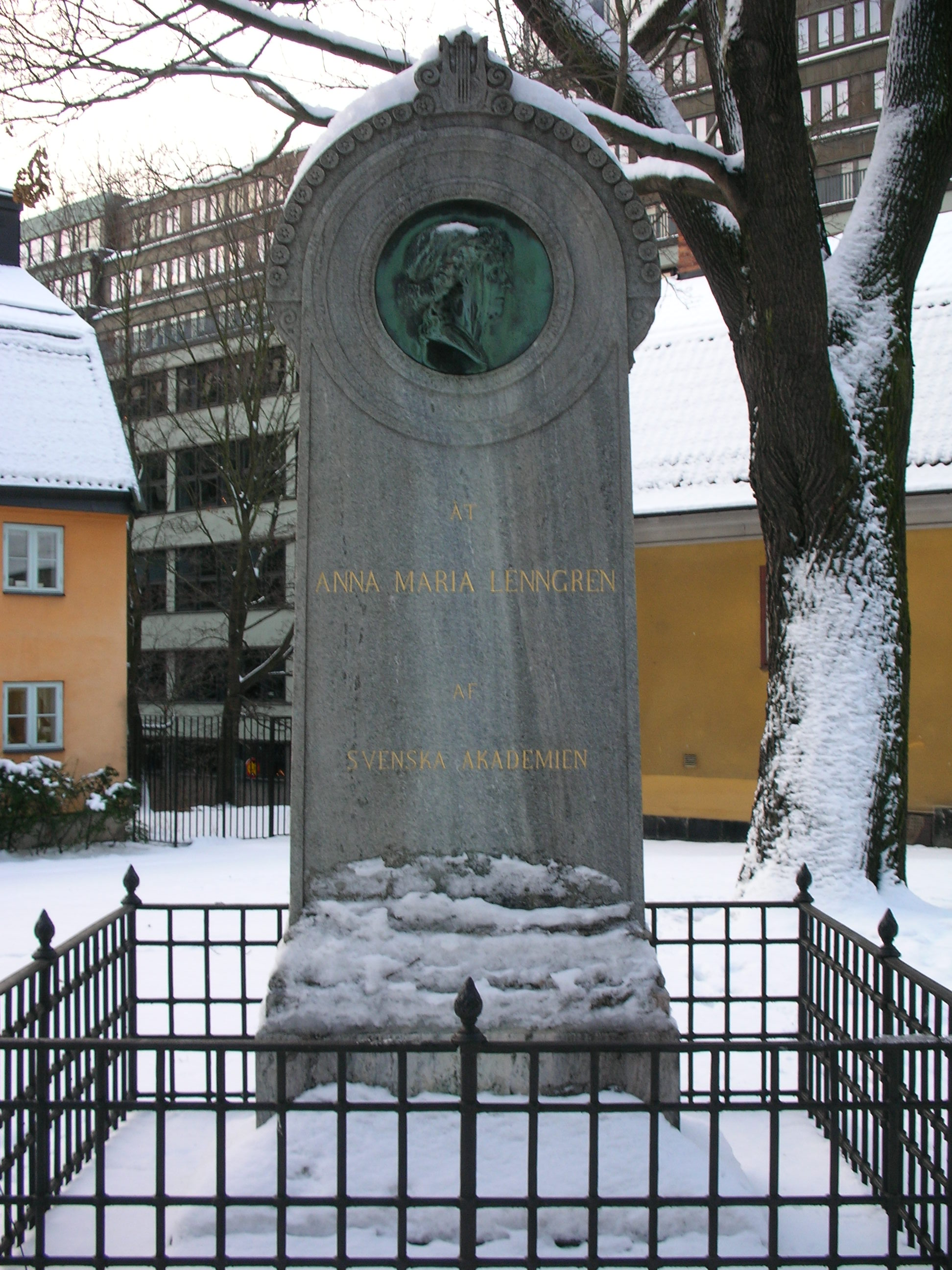
Grabstein

Anna Maria Lenngren (* 18. Juni 1754 in Uppsala als Anna Maria Malmstedt; † 8. März 1817 in Stockholm) gehört zu den bedeutendsten Schriftstellern der schwedischen Literatur des ausgehenden 18. Jahrhunderts, in der Zeit der Aufklärung.

## Leben
Anna Maria Lenngren war eine Tochter des Universitätslehrers Magnus B. Malmstedt und bekam durch ihren Vater eine für Mädchen der damaligen Zeit ungewöhnliche klassische Bildung. Sie begann früh zu schreiben und zu übersetzen. Der Durchbruch gelang ihr 1775 mit dem satirischen Gedicht The-Conseillen und ein Jahr später wurde sie in die literarische Gesellschaft Utile Dulci aufgenommen, in der die intellektuelle Elite der damaligen Zeit versammelt war. In den nächsten Jahren widmete sie sich vor allem der Übersetzung von Theaterstücken und Opern. So übersetzte sie auf Bitten von Herzog Karl 1776 die Komische Oper Lucile als erste schwedischsprachige Oper für das Stockholmer Opernhaus.
1780 heiratete sie Carl Petter Lenngren, einen Beamten und Mitarbeiter der damals führenden Zeitung Stockholms Posten, die er 1795 nach dem Tode Johan Henrik Kellgrens übernahm. Anna Maria Lenngren wurde zu einer der wichtigsten literarischen Mitarbeiter, veröffentlichte aber ihre Beiträge anonym. Daneben unterhielt sie einen Salon, der zu einem der wichtigsten Treffpunkte der schwedischen Aufklärer wurde.
Anna Maria Lenngren verachtete als leidenschaftliche Anhängerin der Aufklärung die idealistische Literatur und widmete sich mehr und mehr der Satire und dem Epigramm. Freiheit, Gleichheit und Brüderlichkeit sind ihre gesellschaftlichen Ideale, die sie in Pojkarne (die Knaben) 1796 thematisiert. In ihrer Dichtung greift sie auch den Adel und das Großbürgertum an. Aber auch die männliche Doppelmoral wie auch die Ungleichheit der Geschlechter wird thematisiert, wie z. B. in Rosalie 1794 oder in Några ord till min kära dotter - ifall jag hade någon („Einige Worte an meine liebe Tochter – wenn ich eine hätte“) 1798.
Anna Maria Lenngren wandte sich auch gegen die aufkommende Romantik, deren Schwindelgefühl sie den Mut der Aufklärung vorzog, wie sie 1809 selbst schrieb, und die sie 1814 im Gedicht Kråkan („Die Krähe“) angriff.
Obwohl sie der Svenska Akademien nicht angehörte, nahm sie an vielen ihrer Sitzungen teil und wurde de facto als Mitglied betrachtet. Die Akademie ehrte sie 1797 durch die Ode till fru Lenngren und nach ihrem Tod durch eine Gedenkmünze. Als eine der ersten Frauen wurde sie 1775 Mitglied der Königlichen Wissenschafts- und Literaturgesellschaft in Göteborg.